# Beechcraft XA-38
Il Beechcraft XA-38 fu un aereo da attacco al suolo bimotore, biposto e monoplano ad ala bassa, sviluppato dall'azienda aeronautica statunitense Beechcraft nei primi anni quaranta del XX secolo e rimasto allo stadio di prototipo.
Fu inizialmente denominato dall'azienda costruttrice Destroyer ma la stessa Beechcraft lo ribattezzò Grizzly dopo averne iniziato la costruzione.
Concepito per essere utilizzato nel corso della campagna del Giappone, la controffensiva che le United States Armed Forces avevano pianificato per mettere fine alla guerra del Pacifico, le prove di volo stabilirono che il modello non sarebbe riuscito ad essere avviato alla produzione per la data di inizio operazioni. Questo, unito alla scelta della motorizzazione prevista, una coppia di radiali Wright R-3350, gli stessi montati sui bombardieri Boeing B-29 Superfortress a cui era data la priorità di utilizzo, portarono alla cancellazione del programma di sviluppo dopo che un secondo prototipo era stato completato.

## Storia del progetto

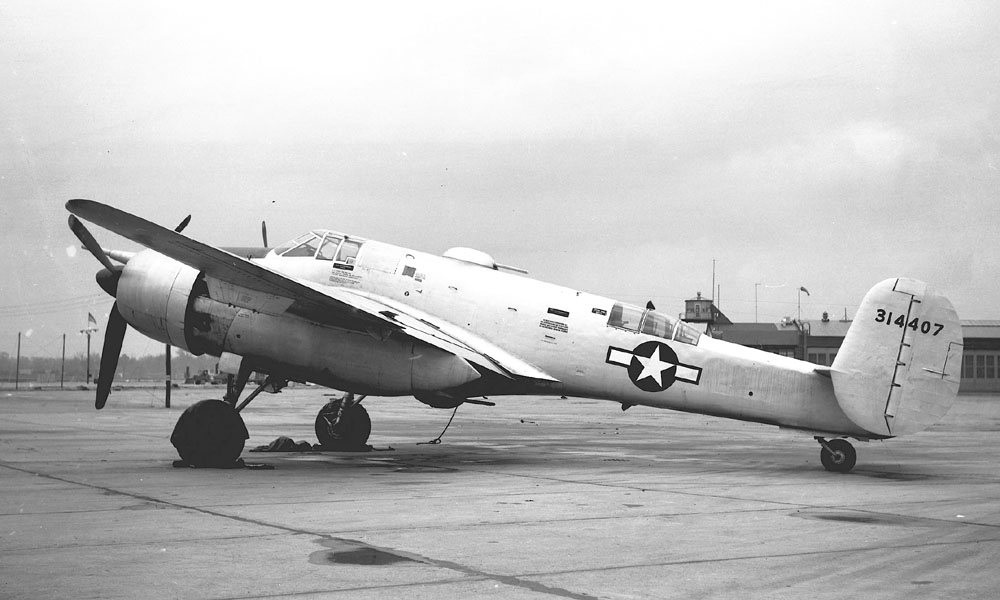

Nel dicembre 1942 lo United States Army, l'esercito degli Stati Uniti, emise una specifica per la fornitura di un nuovo modello di aereo da attacco al suolo che potesse sostituire il Douglas A-20 Havoc con una maggiore potenza di fuoco, grazie all'adozione di un cannone da 75 mm con 20 colpi, montato in una posizione fissa sulla parte anteriore della fusoliera, e due mitragliatrici pesanti calibro .50 in (12,7 mm) montate in caccia. In quest'ambito venne stipulato un contratto nei confronti della Beech Aircraft Corporation per la fornitura di due prototipi da avviare a prove di valutazione.
L'ufficio tecnico dell'azienda decise di disegnare un velivolo di dimensioni simili al modello che era destinato a sostituire, riprendendo anche la configurazione di massima, un bimotore monoplano, caratterizzato da un impennaggio bideriva, e da un equipaggio di soli due uomini, il pilota e il puntatore, che potevano controllare in remoto l'armamento difensivo raggruppato in due torrette, ventrale e dorsale, dotate di due mitragliatrici pesanti binate calibro .50 in (12,7 mm) ciascuna.